# Hypena palpalis
Hypena palpalis — вид лускокрилих комах з родини еребід (Erebidae).

## Поширення
Вид поширений у Середземноморському регіоні: на півдні Франції, в Італії, Іспанії, Португалії, на Корсиці і Сардинії, на Балканах і в Греції.

## Спосіб життя
Кормовою рослиною є види з роду Parietaria (родина Urticaceae). Личинки вільно на листках.